# Los matamonstruos en la mansión del terror
Los matamonstruos en la mansión del terror es una película argentina cómica estrenada el 2 de julio de 1987 dirigida por Carlos Galettini y protagonizada por Emilio Disi, Alberto Fernández de Rosa, Berugo Carámbula y Gino Renni. Fue la cuarta entrega dentro de la saga de películas de la Brigada Z y fue la última de esta saga en la que participó el elenco original completo que la conformaba. Durante la filmación de esta película Berugo Carámbula tuvo un altercado con otros integrantes del elenco. Esta sería su última aparición como miembro de la Brigada Z.

## Sinopsis
En esta ocasión, los cuatro agentes de la Brigada Z deben investigar una serie de misteriosos acontecimientos en el barrio de Villa Modelo, donde al parecer por las noches un grupo de monstruos está sembrando el terror entre los vecinos. Una tenebrosa mansión y un viejo cementerio completan el escalofriante escenario de esta cómica aventura.
La trama de esta película (como la de las demás que componen la saga de Brigada Z), es una parodia argentina que rememora a las tramas de la película Los cazafantasmas, estrenada en 1984, y la serie Los locos Addams. Entre las similitudes con la película de 1984, se puede enumerar el hecho de que los protagonistas son 4 y se movilizan en una unidad especial de traslado (en este caso, un patrullero Ford Falcon de la Policía Federal Argentina, en contrapartida a la ambulancia Cadillac Miller-Meteor de los Cazafantasmas). En tanto que en similitud a la serie de La Familia Addams, se observa el hecho de transcurrir la trama en una tétrica casona, como la aparición de los personajes más extraños y grotescos, destacándose la aparición de una mano (similar al personaje "Dedos", de Los locos Addams) con carácter hostil, que le ofrece a Emilio un teléfono para poder comunicarse con la comisaría.

## Reparto
| Actor                     | Personaje                     |
| ------------------------- | ----------------------------- |
| Emilio Disi               | Emilio                        |
| Alberto Fernández de Rosa | Alberto "Paco" Rosales        |
| Berugo Carambula          | Berugo "Benito" Gilglins      |
| Gino Renni                | Gino Foderone                 |
| Carlitos Balá             | Sargento Carlos Fierro        |
| Esteban Mellino           | Licenciado Diógenes Lambetain |
| Adriana Brodsky           | Adriana                       |
| Onofre Lovero             | Profesor Frankfurt            |
| Jorge Montejo             | Paolo "El Rockero"            |
| Armando Capo              | Frankenstein                  |
| Nathán Pinzón             | Profesor Carlofis             |
| Saul Jarlip               |                               |
| Mariela Beltran           |                               |

Junto al cuarteto de actores que conformaban la Brigada se suman personajes como Paolo «el rockero» (Quien ya había aparecido en la película de Los bañeros más locos del mundo), El Licenciado Lambetain y el cómico Carlitos Balá, personificando al Sargento Carlos Fierro, quien sustituyó en el mando de la comisaría al Sargento Mario "Vinagre" Jorobatti (interpretado en las películas anteriores por Mario Castiglione). Artistas como Adriana Brodsky y Nathán Pinzón también participaron en esta película.

## Recepción
El largometraje se estrenó durante las vacaciones de invierno de 1987, y al igual que sus antecesoras, fue un notable éxito de taquilla.[cita requerida]